# Dietersweiler
Dietersweiler ist nach der Kernstadt der größte Stadtteil von Freudenstadt im Landkreis Freudenstadt in Baden-Württemberg. Zum Ort gehören die Ortsteile Lauterbad und Lautermühle.

## Geographie

### Lage
Der Ort Dietersweiler liegt im Naturraum Schwarzwald-Randplatten, der dem Nordschwarzwald zuzurechnen ist. Dort erstreckt er sich in einer Talmulde, gebildet von einem Seitental der Lauter, die nach Osten fließend bei Glatten in die Glatt mündet. Der tiefere Untergrund wird hier von Schichten der Trias, nämlich dem Unteren Muschelkalk und dem Oberen Buntsandstein, gebildet. Der Waldanteil an der Gemarkung liegt bei 45 %, der Anteil der Landwirtschaftsflächen bei 35 %.

### Nachbarorte
Mit seiner Gemarkung stößt Dietersweiler an jene der Orte Wittlensweiler und Aach im Norden, Glatten im Osten, Lombach und Loßburg im Süden sowie Freudenstadt im Westen.

### Schutzgebiete
Unmittelbar nördlich vom Ortsrand ist das Naturschutzgebiet Benzinger Berg von rund sechs Hektar Größe ausgewiesen. Östlich des Ortes besteht das Landschaftsschutzgebiet Oberes Glattal und ein weiteres südöstlich des Ortes namens Drittenbachtal-Nillaberg.

## Geschichte

### Übersicht
Dietersweiler ist vermutlich eine Ausbausiedlung der fränkischen Zeit. Es wurde urkundlich erstmals 1347 als Dietrichsweiler erwähnt. Ursprünglich besaßen es die Herren von Lichtenfels, welche es 1392 zusammen mit Wittlensweiler an die Herren von Neuneck verkauften. 1511 wurde es von diesen an den Herzog von Württemberg veräußert. Dort war es bis 1807 beim Amt bzw. Oberamt Dornstetten und kam nach dessen Auflösung zum Oberamt Freudenstadt. Dort verblieb es bis 1934, als das Oberamt Freudenstadt in Kreis Freudenstadt umbenannt wurde. 1938 wurde der Kreis neu gebildet und 1939 in Landkreis Freudenstadt umbenannt. Mit diesem kam es nach dem Zweiten Weltkrieg zunächst zum Bundesland Württemberg-Hohenzollern und nach der Länderneugliederung 1952 zum Bundesland Baden-Württemberg, Regierungsbezirk Südwürttemberg-Hohenzollern. Nach der Kreisreform von 1973 kam es zum neuen Landkreis Freudenstadt und wechselte dadurch in den Regierungsbezirk Karlsruhe. Allerdings verlor der Ort etwas später durch die mit der Kreisreform verbundene Eingemeindung nach Freudenstadt am 1. Januar 1975 seine Selbständigkeit.

### Entwicklung der Einwohnerzahl
| Jahr | Einw.-zahl |
| ---- | ---------- |
| 1910 | 839        |
| 1933 | 1060       |
| 1939 | 1041       |
| 1950 | 1239       |
| 1961 | 1346       |
| 1970 | 1624       |
| 2011 | 2040       |

Die Einwohnerzahlen basieren auf den amtlichen Zählungen und beinhalten die der Ortsteile Lauterbad und Lautermühle.

## Religion
Im 15. Jahrhundert war die Kirche zunächst Filial von Oberiflingen. Nach der Reformation wurde sie 1558 Filial von Glatten. 1901 wurde eine selbstständige evangelische Pfarrei errichtet.

## Kultur und Sehenswürdigkeiten

### Bauwerke
- Evangelische Kirche, 1745 umgebaut, aber ursprünglich gotisch, ohne Chor, mit spitzbogigen Fenstern und hohem, spitzem Turmdach
- Neuapostolische Kirche
- Altes Rathaus, ein restauriertes Fachwerkgebäude

### Vereine und Gruppierungen
- Deutscher Alpenverein, Sektion Freudenstadt
- Sportverein SV Dietersweiler 1927 e.V.
- Gesangverein Harmonie Dietersweiler
- Dorfmuseum, wurde 1979 im ehemaligen Fruchtspeicher eingerichtet

## Wirtschaft und Infrastruktur

### Grundversorgung
Die Versorgung mit Energie und Wasser wird von den Stadtwerken Freudenstadt gewährleistet. Darüber hinaus unterhalten diese auch noch ein Breitbandnetz im Ort.

### Gewerbe
Größere Betriebe haben sich bis jetzt noch nicht im Ort angesiedelt. Es wird hauptsächlich Holz-, Bau- und Landwirtschaft betrieben. Daneben gibt es noch Fremdenverkehrsbetriebe.

### Verkehr
Der Ort liegt etwas abseits der Hauptverkehrswege. An die nördlich passierende B 28 ist er über zwei Kreisstraßen mit Anschluss in Aach bzw. Freudenstadt angebunden. Eine dritte Kreisstraße führt nach Glatten und eine vierte zum Anschluss an die B 294/462 und weiter nach Lauterbad. Ein Bahnanschluss besteht nicht. Die Bahnlinie passiert zwar den Ortsteil Lauterbad, jedoch ohne dass dort ein Haltepunkt eingerichtet ist. Ansonsten ist der Ort nur über den Regionalbusverkehr angeschlossen.

### Infrastruktur
- Ortsverwaltungsstelle Dietersweiler der Stadt Freudenstadt im ehemaligen Rathaus
- Evangelisches Pfarramt der Kirchengemeinde
- Evangelischer Kindergarten
- Kindergarten Dietersweiler
- Waldorfkindergarten
- Grundschule
- Freiwillige Feuerwehr